# Ariane (oiseau)
Pour les articles homonymes, voir Ariane.
Taxons concernés
- Plusieurs espèces famille des Trochilidae dans les genres :
- Agyrtria
- Amazilia
- Leucippus
- Polyerata
- Saucerottiamodifier

Ariane est le nom que la nomenclature aviaire en langue française (mise à jour) donne à 33 espèces d'oiseaux qui, soit constituent un seul genre, Amazilia, soit constituent 4 genres : Agyrtria, Amazilia, Polyerata et Saucerottia plus une partie du genre Leucippus. Tous ces genres appartiennent à la famille des Trochilidae, ordre des Apodiformes.

## Liste des espèces concernées
- Ariane à couronne azur – Amazilia cyanocephala
- Ariane à couronne violette – Amazilia violiceps
- Ariane à front bleu – Amazilia cyanifrons
- Ariane à front vert – Amazilia viridifrons
- Ariane à poitrine blanche – Amazilia brevirostris
- Ariane à queue bleue – Amazilia cyanura
- Ariane à ventre blanc – Amazilia chionogaster
- Ariane à ventre gris – Amazilia tzacatl
- Ariane à ventre roux – Amazilia castaneiventris
- Ariane à ventre vert – Amazilia viridigaster
- Ariane aimable – Amazilia amabilis
- Ariane béryl – Amazilia beryllina
- Ariane candide – Amazilia candida
- Ariane cannelle – Amazilia rutila
- Ariane charmante – Amazilia decora
- Ariane d'Edward – Amazilia edward
- Ariane de Boucard – Amazilia boucardi
- Ariane de Félicie – Amazilia tobaci
- Ariane de Francia – Amazilia franciae
- Ariane de Lesson – Amazilia amazilia
- Ariane de Linné – Amazilia fimbriata
- Ariane de Lucy – Amazilia luciae
- Ariane de Rosenberg – Amazilia rosenbergi
- Ariane de Sophie – Amazilia saucerrottei
- Ariane de Wagner – Amazilia wagneri
- Ariane du Pérou – Amazilia viridicauda
- Ariane du Yucatan – Amazilia yucatanensis
- Ariane saphirine – Amazilia lactea
- Ariane versicolore – Amazilia versicolor
- Ariane vert-doré – Amazilia leucogaster